# Weston (Maine)
Pour les articles homonymes, voir Weston.
Weston est une ville située dans l’État américain du Maine, dans le comté d’Aroostook. 

## Géographie
| Haynesville (Maine) | Orient (Maine)   | Fosterville (Nouveau-Brunswick) |
|                     | Weston           |                                 |
| Bancroft (Maine)    | Danforth (Maine) | Forest City (Maine)             |